# Kelloggia
Kelloggia es un género con dos especies de plantas con flores perteneciente a la familia de las rubiáceas. Es nativo del este del Himalaya al sur centro de China.

## Taxonomía
El género fue descrito por Torr. ex Benth. & Hook.f. y publicado en Genera Plantarum 2: 137. 1873.
Etimología
El nombre del género fue otorgado en honor del botánico estadounidense Albert Kellogg.

## Especies
- Kelloggia chinensis Franch. (1892).
- Kelloggia galioides Torr. in Wilkes (1874).